# Malacoptila striata
Malacoptila striata là một loài chim trong họ Bucconidae.